# Grand Prix Belgie 2009
Grand Prix Belgie 2009 (LXV ING Belgian Grand Prix), 12. závod 60. ročníku mistrovství světa jezdců Formule 1 a 51. ročníku poháru konstruktérů, historicky již 815. grand prix, se již tradičně odehrála na okruhu ve Spa-Francorchamps.

## Výsledky

### Závod
- 30. srpen 2009
- Okruh Circuit de Spa-Francorchamps
- 44 kol x 7.004 km - 124 m / 308.052 km
- 815. Grand Prix
- 18. vítězství « Kimi Räikkönena
- 210. vítězství pro  « Ferrari
- 44. vítězství pro  « Finsko
- 30. vítězství pro vůz se startovním číslem « 4
- 34. vítězství ze  « 6. místa na startu

| Legenda k tabulce | Legenda k tabulce                                                                       |
| Barva             | Výsledek                                                                                |
| ----------------- | --------------------------------------------------------------------------------------- |
| Zlatá             | Vítěz                                                                                   |
| Stříbrná          | 2. místo                                                                                |
| Bronzová          | 3. místo                                                                                |
| Zelená            | Bodované umístění                                                                       |
| Modrá             | Nebodované umístění                                                                     |
| Modrá             | Dokončil neklasifikován (NC)                                                            |
| Fialová           | Odstoupil (Ret)                                                                         |
| Červená           | Nekvalifikoval se (DNQ)                                                                 |
| Červená           | Nepředkvalifikoval se (DNPQ)                                                            |
| Černá             | Diskvalifikován (DSQ)                                                                   |
| Bílá              | Nestartoval (DNS)                                                                       |
| Bílá              | Závod zrušen (C)                                                                        |
| Světle modrá      | Pouze trénoval (PO)                                                                     |
| Světle modrá      | Páteční testovací jezdec (TD)                                                           |
| Bez barvy         | Netrénoval (DNP)                                                                        |
| Bez barvy         | Vyřazen (EX)                                                                            |
| Bez barvy         | Nepřijel (DNA)                                                                          |
| Bez barvy         | Odvolal účast (WD)                                                                      |
| Bez barvy         | Nezúčastnil se (prázdné)                                                                |
| Označení          | Význam                                                                                  |
| Tučnost           | Pole position                                                                           |
| Kurzíva           | Nejrychlejší kolo                                                                       |
| †                 | Jezdec nedojel do cíle, ale byl klasifikován, protože odjel více než 90 % délky závodu. |
| ‡                 | Byl udělován poloviční počet bodů, protože bylo odjeto méně než 75 % délky závodu.      |
| Horní index       | Umístění bodujících jezdců ve sprintu                                                   |

| Pozice | č. | Jezdec               | Vůz               | Kolo | Čas            | +/- | Pole | Body | Nej. kolo      | Váha/kg | 1. Pitstop   | 2. Pitstop   | 3. Pitstop   |
| ------ | -- | -------------------- | ----------------- | ---- | -------------- | --- | ---- | ---- | -------------- | ------- | ------------ | ------------ | ------------ |
| 1      | 4  | Kimi Räikkönen       | Ferrari F60B      | 44   | 1:23:50.995    | 5   | 6    | 10   | 1:47.674 (4.)  | 655     | 14. / 25.922 | 31. / 23.842 |              |
| 2      | 21 | Giancarlo Fisichella | Force India VJM02 | 44   | á 0:00.939     | 1   | 1    | 8    | 1:47.737 (6.)  | 648     | 14. / 25.144 | 31. / 24.145 |              |
| 3      | 15 | Sebastian Vettel     | Red Bull RB5      | 44   | á 0:03.875     | 5   | 8    | 6    | 1:47.263       | 662,5   | 16. / 27.093 | 35. / 23.333 |              |
| 4      | 5  | Robert Kubica        | BMW Sauber F1.09  | 44   | á 0:09.966     | 1   | 5    | 5    | 1:47.664       | 649     | 12. / 25.317 | 30. / 24.002 |              |
| 5      | 6  | Nick Heidfeld        | BMW Sauber F1.09  | 44   | á 0:11.276     | 2   | 3    | 4    | 1:47.371       | 655     | 14. / 25.790 | 32. / 23.867 |              |
| 6      | 7  | Heikki Kovalainen    | McLaren MP4-24    | 44   | á 0:32.763     | 9   | 15   | 3    | 1:48.348 (13.) | 697     | 26. / 25.679 |              |              |
| 7      | 23 | Rubens Barrichello   | Brawn BGP 001     | 44   | á 0:35.461     | 3   | 4    | 2    | 1:48.257 (12.) | 644,5   | 1. / 25.392  | 27. / 24.872 |              |
| 8      | 16 | Nico Rosberg         | Williams FW31     | 44   | á 0:36.208     | 2   | 10   | 1    | 1:47.766 (8.)  | 670     | 18. / 23.866 | 33. / 23.380 |              |
| 9      | 14 | Mark Webber          | Red Bull RB5      | 44   | á 0:36.959     | 0   | 9    | x    | 1:47.783 (9.)  | 658     | 14. / 27.239 | 18. / 13.929 | 34. / 23.936 |
| 10     | 10 | Timo Glock           | Toyota TF109      | 44   | á 0:41.490     | 3   | 7    | x    | 1:47.736 (5.)  | 648,5   | 12. / 30.283 | 32. / 24.165 |              |
| 11     | 20 | Adrian Sutil         | Force India VJM02 | 44   | á 0:42.636     | 0   | 11   | x    | 1:47.859 (10.) | 678,5   | 1. / 27.514  | 26. / 25.596 |              |
| 12     | 12 | Sebastien Buemi      | Toro Rosso STR4   | 44   | á 0:46.106     | 4   | 16   | x    | 1:47.763 (7.)  | 685     | 21. / 24.261 | 30. / 23.126 |              |
| 13     | 17 | Kazuki Nakadžima     | Williams FW31     | 44   | á 0:54.241     | 5   | 18   | x    | 1:48.205 (11.) | 706,1   | 28. / 24.222 |              |              |
| 14     | 3  | Luca Badoer          | Ferrari F60B      | 44   | á 1:38.177     | 6   | 20   | x    | 1:49.803 (15.) | 691,5   | 24. / 32.911 |              |              |
| Pozice | č. | Odstoupili           | Vůz               | Kolo | Důvod          | +/- | Pole | Body | Nej. kolo      | Váha/kg | 1. Pitstop   | 2. Pitstop   | 3. Pitstop   |
| Ret    | 7  | Fernando Alonso      | Renault R29       | 26   | Přední náprava | 14  | 13   | x    | 1:48.634 (14.) | 684,4   | 24. / 52.446 |              |              |
| Ret    | 9  | Jarno Trulli         | Toyota TF109      | 21   | Brzdy          | 16  | 2    | x    | 1:50.029 (16.) | 656,5   | 1. / 25.568  | 20. / 28.246 |              |
| Ret    | 22 | Jenson Button        | Brawn BGP 001     | 1    | Nehoda         | 14  | 14   | x    |                | 694,2   |              |              |              |
| Ret    | 8  | Romain Grosjean      | Renault R29       | 1    | Nehoda         | 19  | 19   | x    |                | 704,7   |              |              |              |
| Ret    | 1  | Lewis Hamilton       | McLaren MP4-24    | 1    | Nehoda         | 12  | 12   | x    |                | 693,5   |              |              |              |
| Ret    | 11 | Jaime Alguersuari    | Toro Rosso STR4   | 1    | Nehoda         | 17  | 17   | x    |                | 704,5   |              |              |              |

### Stupně vítězů
| Jezdci (rekord Michael Schumacher 154) - 61. podium pro « Kimiho Räikkönena - 19. podium pro « Giancarla Fisichellu - 7. podium pro « Sebastiana Vettela | Vozy - 627. podium pro « Ferrari (nový rekord) - 15. podium pro « Red Bull - 1. podium pro Force India | Státy (rekord Velká Británie 527) - 242. podium pro « Německo - 206. podium pro « Itálii - 136. podium pro « Finsko |

### Bodové umístění
V závorce body získane v této GP:
| Jezdci (rekord Michael Schumacher 1369 bodů) - 586 (2) bodů pro « Rubense Barrichella - 565 (10) bodů pro « Kimi Räikkönena - 275 (8) bodů pro « Giancarla Fisichellu ' - 210 (4) bodů pro « Nicka Heidfelda - 128 (5) bodů pro « Roberta Kubicu - 100 (3) bodů pro « Heikki Kovalainena - 94 (6) bodů pro « Sebastiana Vettela - 71,5 (1) bodů pro « Nico Rosberga | Vozy - 4079,5 (10) bodů pro « Ferrari (nový rekord) - 3354,5 (3) bodů pro « McLaren - 2596 (1) bodů pro « Williams - 290 (9) bodů pro « BMW Sauber - 207,5 (6) bodů pro « Red Bull - 128 (2) bodů pro « Brawn GP - 8 (8) bodů pro Force India | Státy (rekord Velká Británie 4641,28 bodů) - 2503,5 (11) bodů pro « Německo - 2440 (2) bodů pro « Brazílii - 1988,8 (8) bodů pro « Itálii - 1287,5 (13) bodů pro « Finsko - 128 (5) bodů pro « Polsko |

### Postavení na startu
- Giancarlo Fisichella 1:46.308 Force India
- 4. Pole position pro « Giancarla Fisichellu
- 1. Pole position pro Force India
- 48. Pole position pro « Itálii
- 3. Pole position pro vůz se startovním číslem « 21
- 14× první řadu získali « Jarno Trulli
- 11× první řadu získali « Giancarlo Fisichella
- 9× první řadu získala « Toyota
- 1× první řadu získala Force India
- 159× první řadu získala « Itálie

## Tréninky
| *  | I. Trénink                                | *  | II. Trénink                               | *  | III. Trénink                              |
| -- | ----------------------------------------- | -- | ----------------------------------------- | -- | ----------------------------------------- |
| 1  | Jarno Trulli Toyota 1:49.675              | 1  | Lewis Hamilton McLaren 1:47.201           | 1  | Nick Heidfeld BMW 1:45.388                |
| 2  | Jenson Button Brawn GP 1:50.283           | 2  | Timo Glock Toyota 1:47.217                | 2  | Jarno Trulli Toyota 1:45.462              |
| 3  | Fernando Alonso Renault 1:50.368          | 3  | Kimi Räikkönen Ferrari 1:47.285           | 3  | Adrian Sutil Force India 1:45.677         |
| 4  | Sébastien Buemi Toro Rosso 1:51.045       | 4  | Mark Webber Red Bull 1:47.329             | 4  | Romain Grosjean Renault 1:45.878          |
| 5  | Jaime Alguersuari Toro Rosso 1:51.529     | 5  | Romain Grosjean Renault 1:47.333          | 5  | Timo Glock Toyota 1:45.987                |
| 6  | Rubens Barrichello Brawn 1:52.321         | 6  | Giancarlo Fisichella Force India 1:47.506 | 6  | Robert Kubica BMW 1:47.578                |
| 7  | Kimi Räikkönen Ferrari 1:52.930           | 7  | Jarno Trulli Toyota 1:47.559              | 7  | Nico Rosberg Williams 1:46.040            |
| 8  | Heikki Kovalainen McLaren 1:53.383        | 8  | Robert Kubica BMW 1:47.578                | 8  | Giancarlo Fisichella Force India 1:46.114 |
| 9  | Robert Kubica BMW 1:53.650                | 9  | Jaime Alguersuari Toro Rosso 1:47.579     | 9  | Lewis Hamilton McLaren 1:46.301           |
| 10 | Luca Badoer Ferrari 1:55.068              | 10 | Sebastian Vettel Red Bull 1:47.602        | 10 | Jenson Button Brawn GP 1:46.406           |
| 11 | Giancarlo Fisichella Force India 2:03.972 | 11 | Sébastien Buemi Toro Rosso 1:47.702       | 11 | Kimi Räikkönen Ferrari 1:46.409           |
| 12 | Nico Rosberg Williams 2:04.505            | 12 | Heikki Kovalainen McLaren 1:47.743        | 12 | Sébastien Buemi Toro Rosso 1:46.417       |
| 13 | Romain Grosjean Renault 2:05.513          | 13 | Adrian Sutil Force India 1:47.790         | 13 | Heikki Kovalainen McLaren 1:46.462        |
| 14 | Nick Heidfeld BMW 2:05.614                | 14 | Fernando Alonso Renault 1:47.862          | 14 | Sebastian Vettel Red Bull 1:46.747        |
| 15 | Kazuki Nakadžima Williams 2:05.705        | 15 | Kazuki Nakadžima Williams 1:47.961        | 15 | Jaime Alguersuari Toro Rosso 1:46.814     |
| 16 | Adrian Sutil Force India 2:05.839         | 16 | Nick Heidfeld BMW 1:48.017                | 16 | Rubens Barrichello Brawn 1:46.815         |
| 17 | Mark Webber Red Bull 2:06.181             | 17 | Jenson Button Brawn GP 1:48.125           | 17 | Fernando Alonso Renault 1:46.926          |
| 18 | Timo Glock Toyota 2:06.331                | 18 | Rubens Barrichello Brawn 1:48.130         | 18 | Luca Badoer Ferrari 1:47.055              |
| 19 | Sebastian Vettel Red Bull - -- ---        | 19 | Nico Rosberg Williams 1:48.360            | 19 | Kazuki Nakadžima Williams 1:47.078        |
| 20 | Lewis Hamilton McLaren - -- ---           | 20 | Luca Badoer Ferrari 1:49.211              | 20 | Mark Webber Red Bull - -- ---             |